# ナンベイヘビクビガメ属
ナンベイヘビクビガメ属（ナンベイヘビクビガメぞく、Hydromedusa）は、カメ目ヘビクビガメ科に属する属。模式種はブラジルヘビクビガメ。

## 分布
アルゼンチン北西部、ウルグアイ、パラグアイ、ブラジル南東部

## 形態
最大種はギザミネヘビクビガメで最大甲長30cm。最小種はブラジルヘビクビガメで最大甲長21cm。背甲は扁平で、上から見ると楕円形。甲板には筋状の盛り上がり（キール）があるが、成長に伴い消失することもある。項甲板は大型で幅広い。第1縁甲板および第2縁甲板、第1椎甲板に囲まれ、また左右の第1縁甲板が接するため項甲板は外縁に接しない。左右の喉甲板の間にある甲板（間喉甲板）は大型で、腹甲の外縁に接する。左右の喉甲板は接しない。
頸部は長く、頸部背面には棘状の突起が並ぶ。後肢の爪のある趾は4本。

## 分類
- Hydromedusa maximiliani　ブラジルヘビクビガメ　Brazilian snake-necked turtle
- Hydromedusa tectifera　ギザミネヘビクビガメ

## 生態
河川や池沼などに生息する。
食性は動物食で昆虫類、甲殻類、貝類、ミミズ、魚類、カエルの幼生などを食べる。水中で採食を行い、獲物が目の前を通りかかると頸部を伸ばして捕食する。
繁殖形態は卵生。

## 人間との関係
ペットとして飼育されることもあり、日本にも輸入されている。主に流通するのはギザミネヘビクビガメで、以前から日本にも輸入されている。ブラジルヘビクビガメの流通は世界的に見ても少ないが、野生個体、繁殖個体共に日本にも輸入された例もある。